# Torno a casa de la meva filla
Torno a casa de la meva filla (títol original en francès, Un tour chez ma fille) és una pel·lícula de comèdia francesa dirigida per Éric Lavaine estrenada el 2021. És la seqüela de la pel·lícula de 2016 Torno a casa de la meva mare. S'ha doblat i subtitulat al català.

## Repartiment
- Josiane Balasko: Jacqueline Mazerin
- Mathilde Seigner: Carole Mazerin
- Jérôme Commandeur: Alain Bordier
- Philippe Lefebvre: Nicolas Mazerin
- Didier Flamand: Jean Laborde
- Jean-François Cayrey: Lech
- Line Renaud: Mamoune
- Sophie Le Tellier: Sylvie
- Sébastien Castro: el terapeuta
- Jean-Michel Lahmi: el director general
- José Paul: el president
- Alexandra Lamy (veu): Stéphanie Mazerin